# Peter Lorre
Pour les articles homonymes, voir Lorre et Löwenstein (homonymie).
Peter Lorre est un acteur, auteur, scénariste et réalisateur autrichien naturalisé américain, né le 26 juin 1904 à Rózsahegy (actuelle Ružomberok) dans l'empire d'Autriche-Hongrie (actuelle Slovaquie) et mort le 23 mars 1964 à Los Angeles (Californie). 
Révélé par Fritz Lang dans M le Maudit où il joue le rôle-titre (1932), il fuit le nazisme aux États-Unis en 1933, où il poursuit une carrière de second rôle notamment dans Casablanca, Le Faucon maltais, Arsenic et Vieilles Dentelles ou encore Vingt Mille Lieues sous les mers et plus erratique à travers de nombreux films de série B.
En 1952, il reçoit une « mention honorable », lors de la remise du prix du film allemand, pour son film L'Homme perdu (Der Verlorene).

## Biographie

### Origine et famille

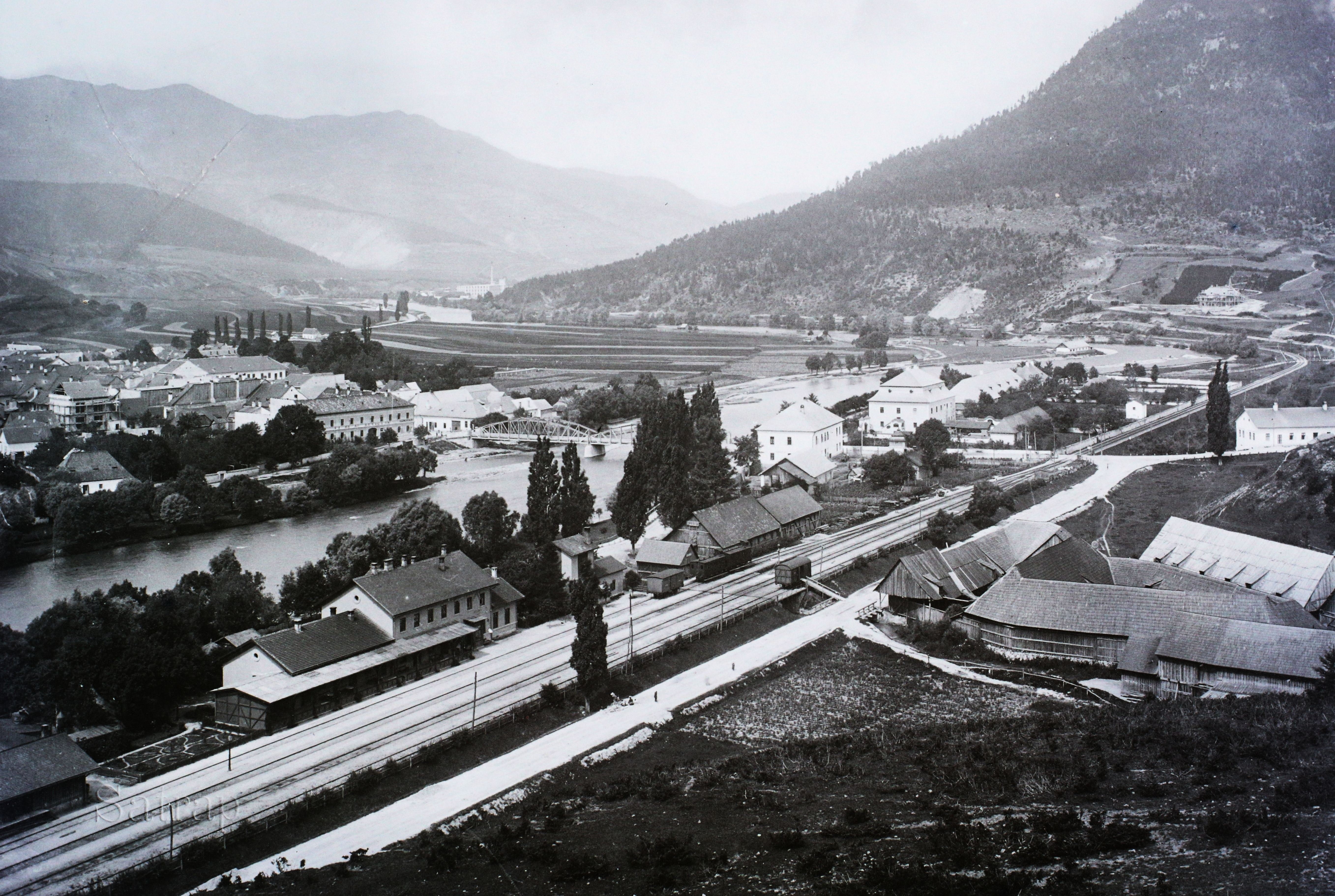
Vue de la ville de naissance de Peter Lorre, avec la Váh et la gare ferroviaire au premier plan, 1906

De son vrai nom László Löwenstein, il naît de parents juifs à Rózsahegy en Autriche-Hongrie (Rosenberg en allemand, aujourd'hui Ružomberok en Slovaquie) le 26 juin 1904. Il est le premier enfant d'Alois Lajos (Alajos) Löwenstein et de sa femme Elvira Freischberger (Žilinský kraj v. 1883-1908), arrivés récemment dans cette ville slovaque, à la suite de la nomination de son père comme comptable en chef dans une usine locale de textile. Alajos servant également comme lieutenant de réserve dans l'armée impériale, il est souvent absent pour des manœuvres militaires,. Sa famille étant de langue germanique, l'allemand est la langue maternelle de Peter Lorre.
Sa mère meurt alors qu'il a quatre ans, en 1908, laissant Alajos Löwenstein avec trois très jeunes fils, le plus jeune âgé de quelques mois. Son père épouse alors Melanie Klein, la meilleure amie de sa femme défunte, avec qui il a deux autres enfants. Cependant, László Löwenstein, le futur Peter Lorre, et sa belle-mère ne s'entendront jamais.
Au début de la Deuxième Guerre des Balkans en 1913, anticipant qu'elle conduirait à un conflit plus important et qu'il serait appelé, Alajos Löwenstein quitte Rosenberg et emmène sa famille à Vienne. Il sert sur le front de l'Est pendant l'hiver 1914-1915, avant d'être chargé d'un camp de prisonniers en raison de problèmes cardiaques,.
Pour faire plaisir à son père, László commence très jeune à travailler comme employé de banque la journée, jouant le soir avec une troupe de théâtre mais la banque ne lui convenant pas, le jeune homme décide alors de quitter le domicile familial,,.

### Débuts sur les planches en Allemagne
C'est ainsi à Vienne que Lorre commence sa véritable carrière sur les planches à l'âge de dix-sept ans, sous la direction de l'artiste et marionnettiste viennois de l'Art nouveau Richard Teschner, où se combinent improvisation et thérapie freudienne. À ses débuts, il vit dans la misère ; il dira plus tard : « Je suis le seul acteur, je pense, qui a vraiment connu la faim ». Il joue à Vienne, et brièvement à Breslau et à Zurich.
À la fin des années 1920, il part pour Berlin où László devient Peter Lorre, son nom de scène, en suivant les conseils d'un professeur qui ne le voyait pas faire carrière sous son véritable patronyme,.
Il travaille avec Bertolt Brecht qu'il a rencontré au théâtre Schiffbauerdamm de Berlin - avec lequel il noue une longue amitié -, notamment dans sa pièce Un homme est un homme (Mann ist Mann). Il joue ensuite le rôle du Dr Nakamura dans Happy End, une comédie musicale adaptée de Brecht et composée par Kurt Weil, aux côtés d'Helene Weigel, Carola Neher, Oskar Homolka ou encore Kurt Gerron. Le dramaturge dira de son ami : « Il donne de façon frappante, justement dans les longues parties parlées, le sens mimique profond sous-jacent à toutes les phrases ».

### Premiers rôles au cinéma et exil forcé

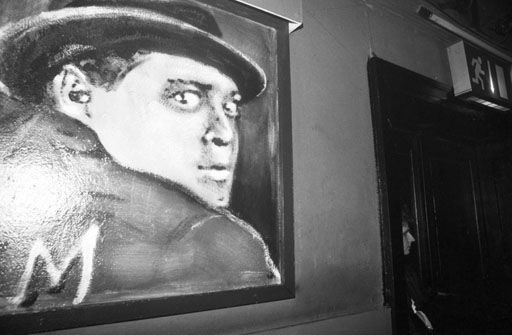
Peinture murale au Tanzcafe LiBella, un café-dansant de Bavière.

Alors qu'il monte sur les planches tous les soirs, il tourne en journée au cinéma. C'est grâce au film M le maudit (M - Eine Stadt sucht einen Mörder) de Fritz Lang (1931) que Peter Lorre, âgé de 28 ans, fait des débuts fracassants au cinéma. C'est le premier film parlant du réalisateur qui interroge la fascination des gens ordinaires pour le crime. Lorre y interprète le rôle-titre, incarnant Hans Beckert, un tueur de fillettes, personnage ambigu le plus emblématique de sa carrière, inspiré notamment du tueur en série allemand Peter Kürten,. Convaincu qu'il était parfait pour ce rôle, Lang avait Lorre à l'esprit en travaillant sur le script du film et ne lui a même pas fait passer d'essai, trouvant ensuite sa performance cinématographique brillante, bien que leurs relations durant le tournage aient été tendues,,. L'historienne Lotte Eisner le décrit ainsi : « Un physique mou, presque ingrat, des yeux à fleur de tête, un faciès mou, une bouche aux grosses lèvres indécises, [une] voix aux intonations mi-insidieuses, mi-étrangement précises et où se mêlaient quelques sons aigus ». Le psychiatre américain Sharon Packer considère que Lorre a joué dans ce film un « meurtrier solitaire [et] schizo-typique » avec « une voix rauque, des yeux exorbités et un jeu émotif (un vestige du cinéma muet) [qui] le rendent toujours mémorable ». Grâce à ce rôle, Lorre devient en effet célèbre dans le monde entier mais également « piégé » pour toujours dans un type de personnage à l'écran, menaçant ou dangereux. « Terrible ironie du sort, les nazis donneront l’exemple de M comme image d’Épinal du juif maléfique dans leurs films de propagande (dont Le Juif éternel), alors qu’au début, ignorant sa judéité, Adolf Hitler et Joseph Goebbels font l’éloge absolu du « meurtrier » choisi par Lang » ; il est ainsi reconnu en Allemagne sous l'expression « Acteur préféré du Führer » (Führers Liebling).

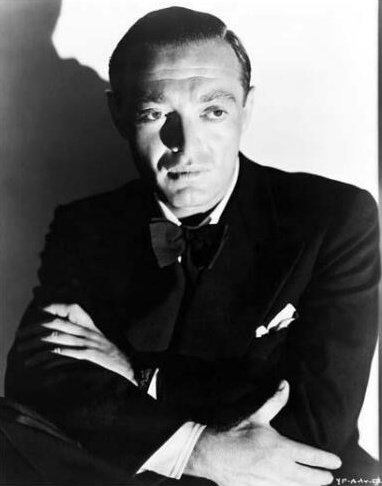
Portrait de Peter Lorre, années 1930.

Au cirque Renz (en) d'Allemagne, Lorre joue brièvement le Judas dans une Passion, sous l'égide du cardinal Theodor Innitzer - lequel soutient l’Anschluss - et fait du doublage.
De religion juive, Peter Lorre quitte l'Allemagne en 1933, l'année de l'arrivée d'Hitler au pouvoir (plus précisément le 25 février, soit deux jours avant l'incendie du Reichstag), se réfugiant d'abord à Paris (à l'hôtel Ansonia, rue de Saïgon, refuge de nombreux artistes allemands et autrichiens tels Franz Waxman, Friedrich Hollaender ou Billy Wilder,) puis à Londres. C'est là qu'il est repéré par Ivor Montagu, coproducteur du thriller L'Homme qui en savait trop (The Man Who Knew Too Much) d'Alfred Hitchcock, grâce à qui il obtient le second rôle du « méchant » conspirateur en 1934. Malgré son faible niveau d'anglais, qu'il rattrape rapidement par un apprentissage phonétique, un critique du Guardian souligne : « Lorre vole simplement la vedette dans chaque scène. Malgré son anglais pas très brillant, on a souvent l'impression qu'il est seul physiquement sur la toile ». Lorre réapparaît l'année suivante (1936) dans un autre film d'Hitchcock, Quatre de l'espionnage (Secret Agent) qui obtient moins de succès.

### Carrière à Hollywood
En 1935, Peter Lorre et sa première épouse, l'actrice Celia Lovsky, embarquent à bord d'un paquebot à Southampton, le 18 juillet 1934, pour se rendre à New York, un jour après la fin du tournage de The Man Who Knew Too Much, ayant obtenu des visas de visiteurs pour les États-Unis.
À Hollywood, Lorre fait ses débuts en 1935 dans Les Mains d'Orlac (Mad Love) de Karl Freund, film se déroulant à Paris, où l'acteur est rasé pour le rôle du Dr Gogol, un chirurgien dément. La prestation de Lorre est appréciée ; un critique écrit : « Il n'y a peut-être personne qui puisse être si repoussant et si complètement méchant. Personne qui puisse sourire de façon si désarmante et ricaner encore. Son visage est sa fortune ». Graham Greene qui le considère comme un génie, écrit à propos de sa performance dans Mad Love : « Ces pupilles de marbre dans une tête sphérique pâteuse sont comme les oculaires d'un microscope à travers lesquels vous pouvez regarder l'esprit enchevêtré posé à plat sur la lame ».
Parallèlement, il commence une série de films intitulée Mr. Moto — équivalente à la série célèbre, Charlie Chan —, créée par John P. Marquand, dans laquelle il incarne un détective et espion japonais. Il tient également en 1935 le rôle principal dans Crime and Punishment réalisé par Josef von Sternberg, pour lequel il obtient de bonne critiques. Columbia lui offre alors un contrat de cinq ans à 1 000 dollars par semaine mais il le refuse. Grâce à sa notoriété grandissante, il est approché pour un rôle dans Le Fils de Frankenstein (The Son of Frankenstein, sorti en 1939), qu'il refuse également en raison de son état de santé et parce qu'il pensait que ses rôles menaçants étaient dorénavant derrière lui. Frustré par les promesses non tenues de la Fox, Lorre réussit à mettre fin à son contrat.

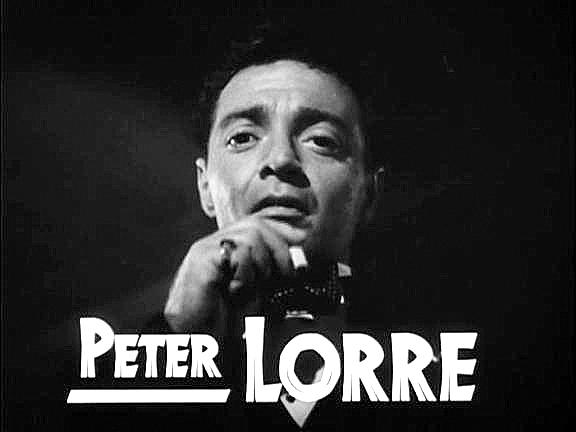
Peter Lorre au générique de Le faucon maltais, 1941.

Trois ans après son départ d'Allemagne, en 1936, Peter Lorre reçoit un télégramme de Hitler en personne, dans laquelle le dictateur nazi exprime son admiration pour l'acteur, notamment pour son rôle dans M le maudit (film dans lequel Peter Lorre joue le rôle du tueur d'enfants) et lui annonce qu'il peut rentrer en Allemagne y poursuivre sa carrière. Pour le biographe Stephen D. Youngkin et le journal Spiegel, le télégramme est en fait à l'initiative de Goebbels.  Hitler avait beaucoup apprécié son interprétation de M, mais il ignorait sa judéité, et le considérait seulement comme un opposant politique. Le message contenait la proposition d'un contrat avec l'Universum Film AG (UFA), société de production nationalisée et contrôlée par les nazis,,. Peter Lorre lui répond à Hitler - ou au président de l'UFA, selon son biographe - que « Pour deux tueurs comme Hitler et moi, il n'y a pas assez de place en Allemagne »,, façon de dire que ce pays possède déjà un « assassin de masse » en la personne d'Hitler - un affront qu'Hitler ne pardonna jamais : durant la guerre, le FBI saisit sur un agent allemand capturé une liste de cent personnes à supprimer, dans laquelle le nom de Peter Lorre arrive en troisième position,.
L'année suivante, en 1940, Lorre signe pour deux films à la RKO : on le voit apparaître aux côtés des grands noms du cinéma d'horreur hollywoodien, Béla Lugosi (d'origine hongroise comme lui) et Boris Karloff, dans You'll Find Out de David Butler et dans Stranger on the Third Floor, films « alimentaires » de série B. Il enchaîne également les films d'aventures et à suspense pour la Warner Bros.

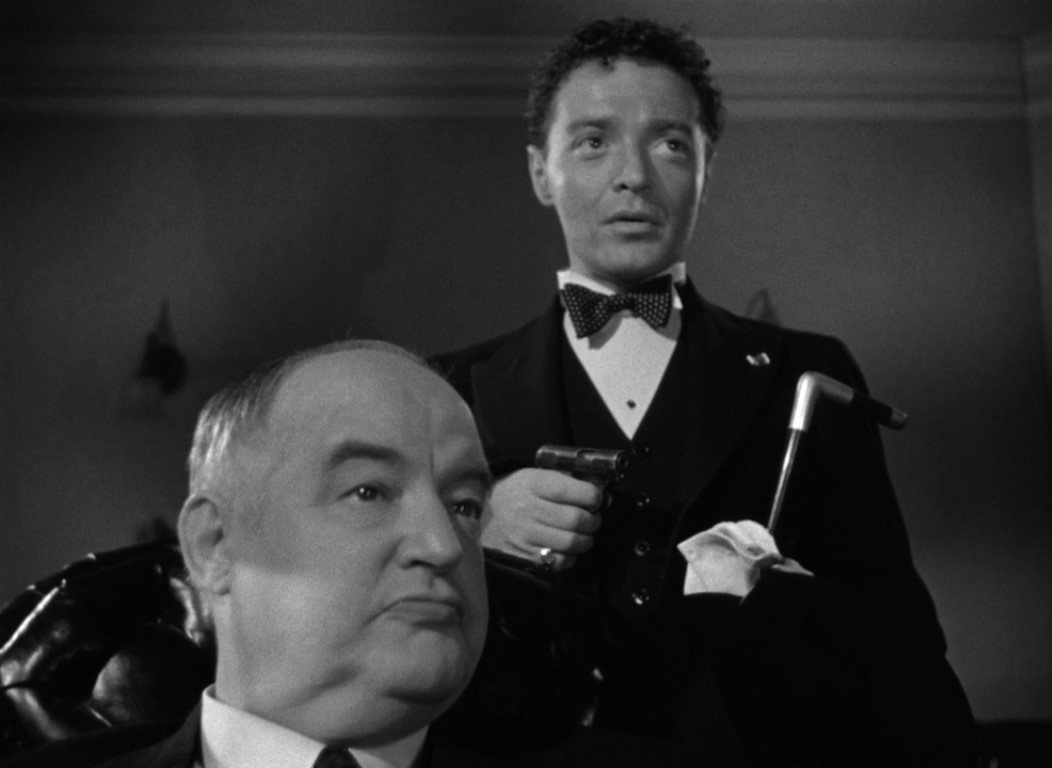
Sydney Greenstreet et Peter Lorre dans Le Faucon maltais, 1941

Ensuite, le réalisateur John Huston met fin à une période de déclin pour l'acteur en l'engageant dans Le Faucon maltais de 1941, aux côtés de Humphrey Bogart, adaptation d'une nouvelle de Dashiell Hammett, publiée en 1930. Bien qu'au début, la Warner Bros. ait été tiède au sujet de Lorre, Huston tient à cet acteur, en ayant observé que Lorre « avait cette combinaison claire d'intelligence et d'innocence réelle, et de sophistication… Il faisait toujours deux choses en même temps, pensant une chose et disant autre chose »,. Le film est un énorme succès et grâce à lui, Lorre figure à nouveau dans la galerie des « hommes que l'on aime haïr ». « Ce film l'a également vu faire équipe pour la première fois avec Sidney Greenstreet dont la méchanceté suave et lourde offrait un contrepoint parfait à la marque sournoise et excitante fournie par Lorre, de sorte que la combinaison… a été répétée dans plusieurs autres films » : neuf. Même s'ils ont eu peu de scènes à jouer ensemble, leur duo récurrent d'emploi dans des seconds rôles est surnommé « Little Pete-Big Syd ». La santé de Lorre s'améliore et il signe chez Warner pour un contrat allant jusqu'en 1946,.
Après avoir joué avec Humphrey Bogart, Lorre devient son ami : leur humour, l'alcool et les cigarettes les ont également rapprochés. Ensemble, ils tourneront six films. En 1945, Lorre partage la vedette avec Lauren Bacall dans L'agent confidentiel et conseille à Bogart d'épouser Bacall : « C'est mieux d'avoir 5, 10, 15 ans que rien du tout », lui déclare-t-il.

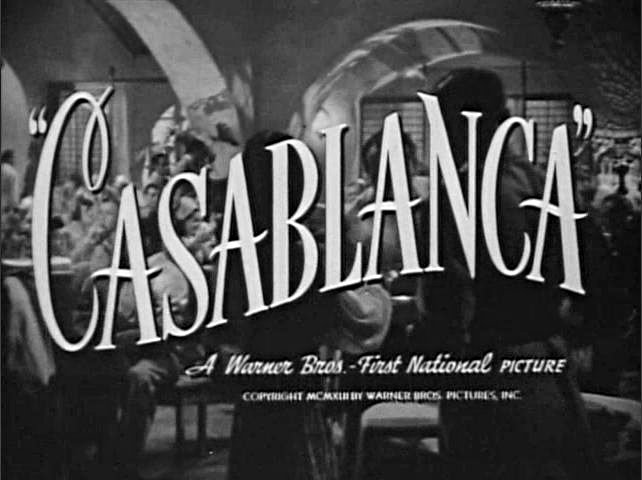
Peter Lorre joue le personnage du Señor Ugarte dans Casablanca de Michael Curtiz (1942).

Successivement, Lorre joue dans Casablanca de Michael Curtiz, la même année 1942 — où il interprète Ugarte, un personnage mineur mais dramatiquement important, puisqu'il est au cœur des évènements : en effet, c'est Ugarte qui donne à Rick (Bogart) deux sauf-conduits volés à deux soldats allemands qu'il a tués. Lorre s'illustre aussi face à Cary Grant dans le rôle de Docteur Einstein dans une comédie signée Frank Capra, Arsenic et vieilles dentelles (Arsenic and Old Lace), sorti en 1944. Il se fait remarquer encore dans Three Strangers de Jean Negulesco, en 1946, aux côtés de Geraldine Fitzgerald et Sydney Greenstreet. Cependant, la plupart de ses films tournés chez Warner sont des variations du film Casablanca. Le dernier film de Lorre pour Warner est La Bête aux cinq doigts (1946), un film d'horreur dans lequel il incarne un astrologue fou qui tombe amoureux d'un personnage interprété par Andrea King. Un critique considère que les « performances follement exagérées » de Lorre ont « élevé le film d'une horreur d'ordre mineur à celle de premier ordre ».

#### Sous le Maccartysme
Lorre déclare que son amitié fidèle avec Bertolt Brecht, communiste et en exil en Californie depuis 1941, a conduit le directeur du studio Jack Warner à le graylister, à l'époque de McCarthy, et son contrat avec Warner Bros. est résilié le 13 mai 1946. Warner est cependant à ses côtés un « témoin ami » de Lorre lors de sa comparution devant le comité des activités anti-américaines de la Chambre des représentants en mai 1947,. Lorre lui-même était un sympathisant de courte durée du comité pour le Premier amendement, créé par John Huston et d'autres, et a ajouté son nom aux publicités dans la presse spécialisée en soutien au Comité. Contrairement à lui, son ami Bertolt Brecht est chassé du pays.

### Traversée du désert et chute dans l'oubli
Naturalisé américain en 1941, Peter Lorre connaît une traversée du désert au cinéma après la Seconde Guerre mondiale, mais continue d'apparaître dans des émissions de radio et sur les planches. Il lance sa propre entreprise de production à la fin des années 1940 mais elle fait faillite. Pendant un certain temps, Lorre se concentre davantage sur la radio et la scène que sur le cinéma, voulant également estomper sa marque d'éternel malfaiteur.
Il retourne en Allemagne où il s'essaie à l'écriture et à la réalisation avec L'Homme perdu (Der Verlorene), produit par Arnold Pressburger en 1951, dans lequel il tient également un rôle - une œuvre marquée par le film noir et le nazisme et qui connaît un gros succès critique mais bien moindre au box-office,. Il y « joue un médecin à la fois compromis dans les expériences médicales des nazis et victime de pulsions de meurtre à l’encontre des femmes ». C'est presque le seul film d'un émigrant d'Allemagne qui utilise son retour au pays en « abordant les questions de culpabilité et de responsabilité, de responsabilité et de justice » visant notamment le peuple vis-à-vis des crimes nazis,. L'année suivante, il reçoit pour ce film une « Mention honorable », lors de la remise du prestigieux prix du film allemand.

Il rentre aux États-Unis en février 1952 où il continue à apparaître dans des films de télévision, en parodiant souvent son image « effrayante ». Pour jouer aux côtés de Peter Lorre, dans le fillm Plus fort que le diable de 1953, John Huston choisit Robert Morley mais cet acteur est peut-être le seul partenaire de Lorre qui ne peut pas le supporter ; en sa présence, Lorre jure volontairement comme un charretier afin de choquer l'acteur britannique bien élevé, ce qui fait dire à Morley que Lorre était « un petit homme fatigant avec une bouche sale ». 

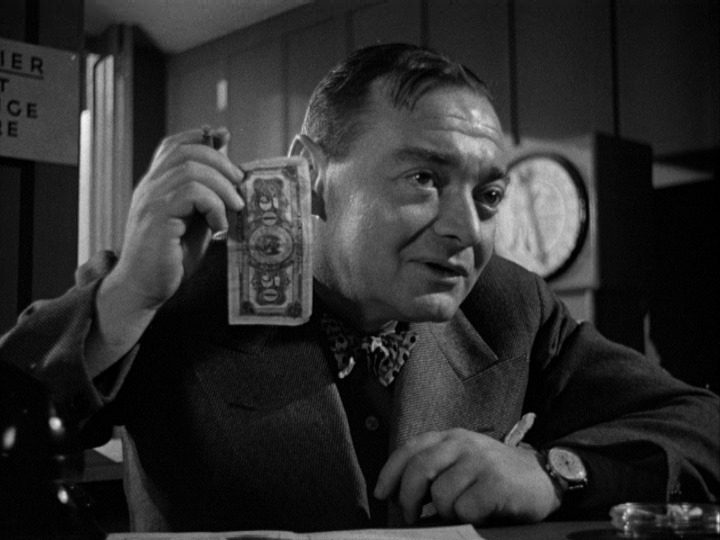
Peter Lorre dans Quicksand, 1950

Lorre se parodie notamment dans la première adaptation d'un épisode de James Bond, Casino Royale, 1954 dans lequel il incarne le rôle du « méchant » face à un James Bond joué par Barry Nelson. La même année, il apparaît au côté de James Mason et Kirk Douglas dans l'adaptation du roman de Jules Verne, par les Studios Disney, de Vingt Mille Lieues sous les mers (20,000 Leagues Under the Sea). En 1959, il fait une brève apparition dans l'épisode Thin Ice de la série télévisée La Main dans l'ombre (Five Fingers).
Enfin, dans les années 1960, il collabore avec Roger Corman dans des films populaires à petit budget dont deux du cycle de l'écrivain Edgar Allan Poe :  Contes de terreur (1962) avec Vincent Price et Basil Rathbone, Le Corbeau (1963), toujours avec Price, ainsi que Boris Karloff et Jack Nicholson. Il travaille à nouveau avec Price, Karloff et Rathbone dans le film de Jacques Tourneur Le croque-mort s'en mêle (The Comedy of Terrors), en 1963.
Lors de sa dernière prestation cinématographique, en 1964, il tourne sous la direction de Jerry Lewis dans Jerry Souffre-douleur, de piètre souvenir, et meurt quatre jours après la fin du tournage,.

### Fin de vie

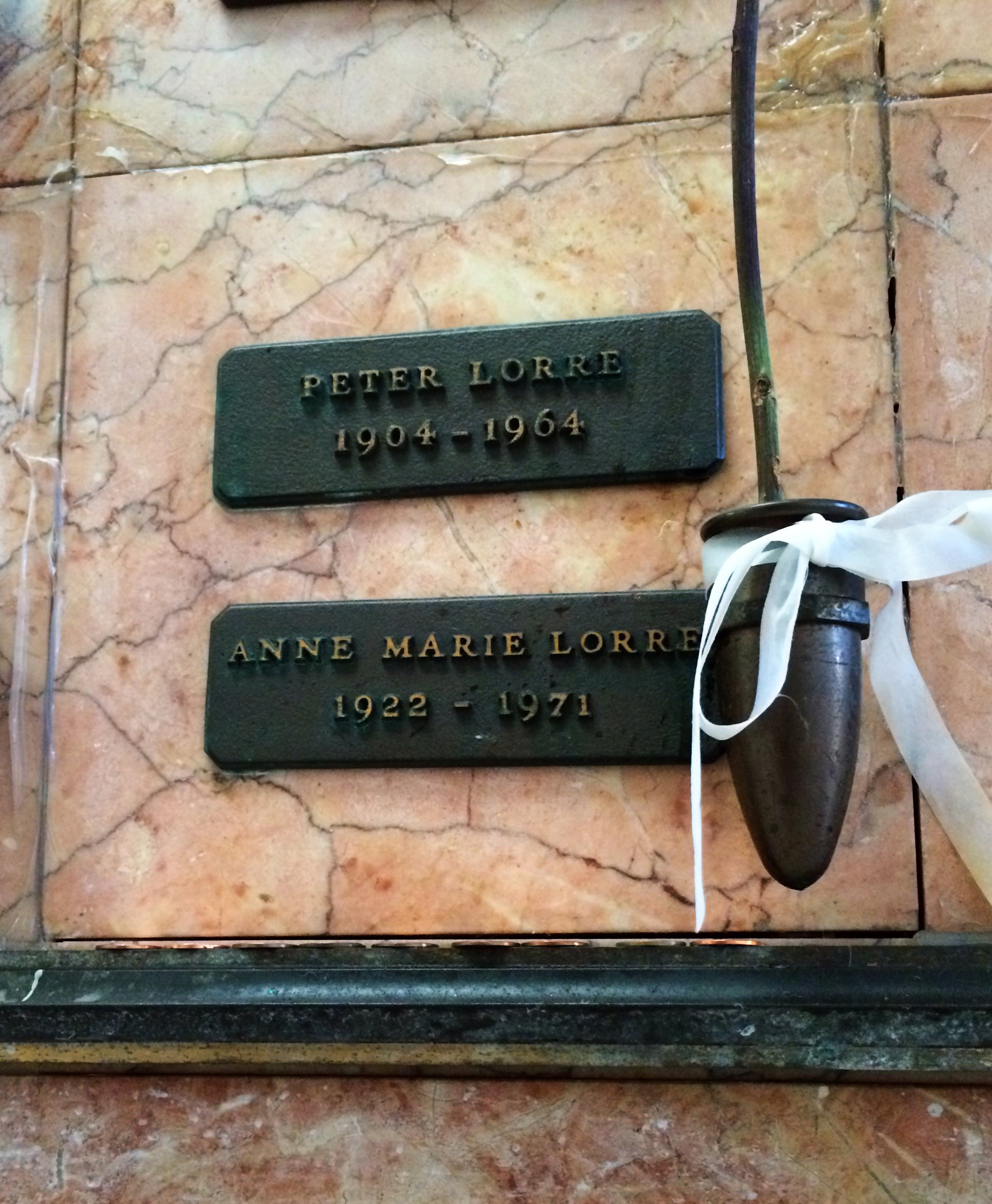
Tombe de Peter Lorre au cimetière de Hollywood Forever.

Souffrant de troubles chroniques de la vésicule biliaire, Peter Lorre suivra durant toute sa carrière un traitement à la morphine (après une opération intestinale bâclée dans les années 1920) de laquelle il deviendra véritablement dépendant dès 1935,. Ajoutée à son problème de surpoids, à la boisson, au tabagisme, à la pension alimentaire de son ex-épouse, à l'échec de sa propre société de production, cette dépendance rendra sa carrière difficile et sa vie privée agitée, ce qui lui fera connaître une longue descente aux enfers.
Il meurt prématurément à Los Angeles, à l'âge de 59 ans, après un accident vasculaire cérébral, le 23 mars 1964. Son ami Vincent Price, après une prière rabbinique, prononce son éloge funèbre. Il est incinéré et ses cendres reposent au Hollywood Forever Cemetery, à côté de celles de sa femme. En faillite, Lorre ne laisse aucun testament.

## Vie privée
Peter Lorre a été marié trois fois : avec Celia Lovsky (de 1934 à 1945), Kaaren Verne (de 1945 à 1950) et Anne Marie Brenning (de 1953 à sa mort en 1964), avec qui il a son unique enfant, Catharine qui survivra à un enlèvement et à un meurtre planifiés en 1977 par le tueur en série Kenneth Bianchi uniquement en raison de l'identité de son père, personnalité d'Hollywood.
En 1963, un acteur du nom de Eugene Weingand (nl) prétendra être un fils de Peter Lorre de par sa ressemblance physique. Cette allégation se révèle fausse, mais l'acteur se fera appeler « Peter Lorie » et continuera à se désigner comme le fils de Peter Lorre, même après sa mort,.
Lorre a deux frères, Ferenc (Francis) Löwenstein, né en 1905, et Andreas (Andrew) « Bundy » Lorre, né en 1908 et mort en 1983, ainsi qu'une demi-sœur Liesl Löwenstein et un demi-frère Hugo Löwenstein.
Incapable d'économiser de l'argent, Peter Lorre dépensait sans compter. Sa vie trépidante et somptuaire, ses dépendances, l'ont constamment conduit vers des excès ou en cure de désintoxication, et ont amplement fragilisé sa santé.

### Goûts
Ayant quitté à 6 ans sa maison natale de l'empire austro-hongrois, Peter Lorre n'a gardé que quelques mots hongrois. En revanche, l'amour de la cuisine hongroise (goulasch, salami hongrois…) ne l'a jamais quitté.
Installé aux États-Unis, il s'intègre à son nouveau pays et se passionne avec son ami Billy Wilder pour le catch américain.
Il possède une propriété à Hollywood et une autre dans la station de sports d'hiver de Garmisch en Bavière, près de la frontière autrichienne. Il y vit presque seul avec son épouse, des chevaux et des chiens.

## Notoriété et influence
En 1942, Peter Lorre est intronisé au Grand Order of Water Rats, la plus ancienne fraternité théâtrale au monde.
Sa grande carrière hollywoodienne (une cinquantaine de films) faite de seconds rôles a valu à Peter Lorre une étoile dans le célèbre Walk of Fame, sur Hollywood Boulevard, à Los Angeles, en 1960.
Durant sa carrière et après, de nombreux observateurs ont salué son jeu exceptionnel. Charlie Chaplin dit de Lorre à l'époque que « c'est le meilleur acteur du monde »,.
Après sa mort, une industrie mimétique de Lorre se met en route : ses manières uniques, ses tics vocaux et faciaux deviennent une base imitée de centaines d'émissions de télévision et de radio, de dessins animés, de publicités et de longs métrages. Sa figure ronde et son accent germanique lui valurent les quolibets des caricaturistes et, notamment, certains cartoons signés Mel Blanc de la Warner, Birth of a Notion, Hair-Raising Hare et Racketeer Rabbit. Mais son apparence particulière et son accent distinctif inspireront également les cinéastes comme Tim Burton et son « ver vert » logeant dans la tête de la protagoniste des Noces funèbres.
En 1984, Harun Farocki lui consacre le documentaire Peter Lorre Das doppelte Gesicht (Le Double Visage).

## Filmographie

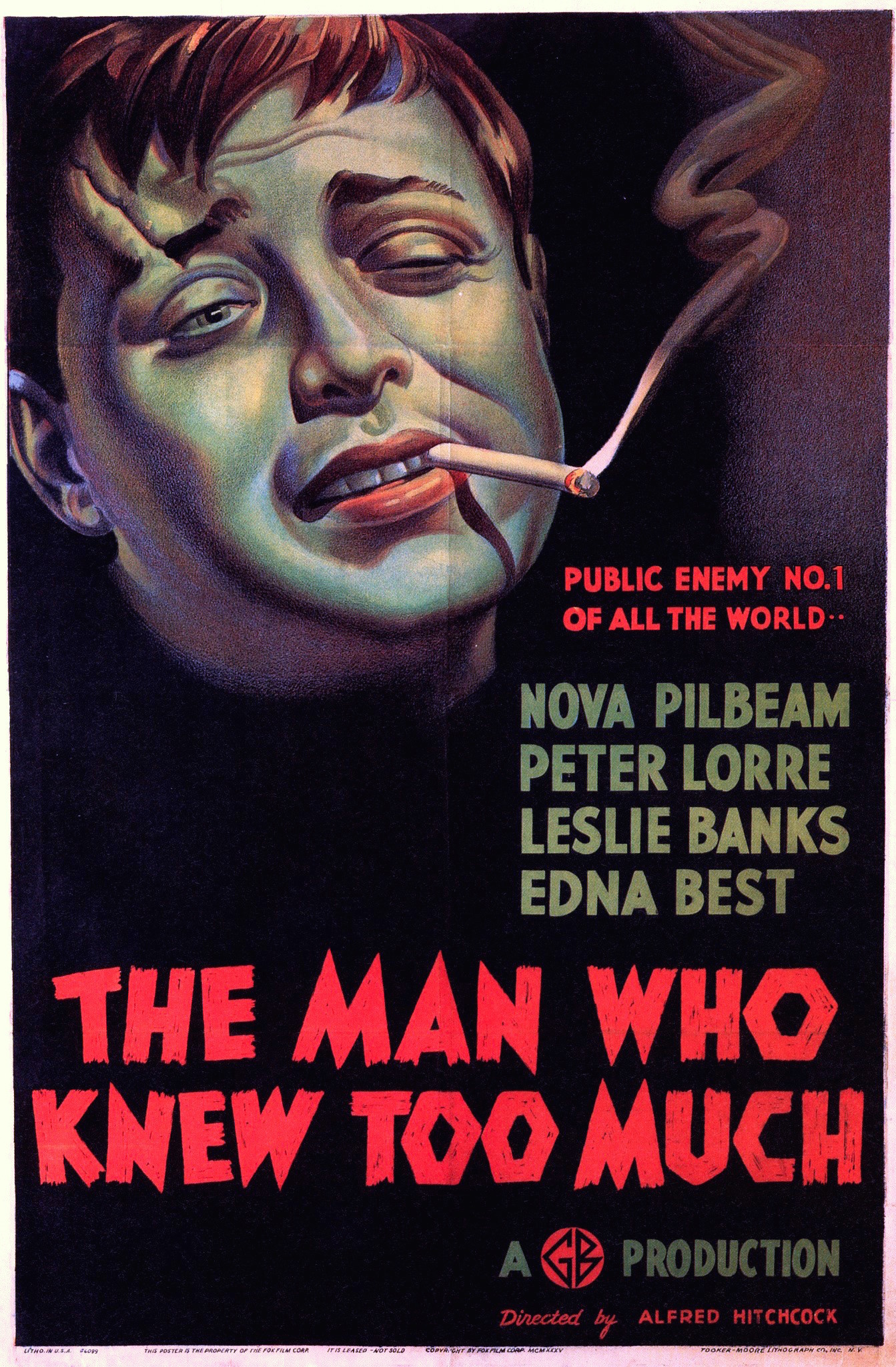
Affiche du film The Man Who Knew Too Much ("L'homme qui en savait trop", 1934).

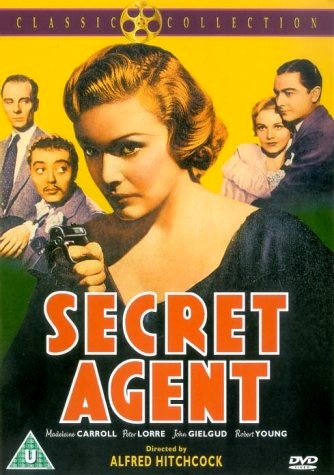
Affiche de Quatre de l'espionnage (Secret Agent) d'Alfred Hitchcock (1936).

### Acteur
- 1929 : The Missing Wife (en) (Die verschwundene Frau) de Karl Leiter
- 1931 : Homme pour homme de Bertolt Brecht
- 1931 : M le Maudit (M) de Fritz Lang : Hans Beckert, alias M
- 1931 : Bombes sur Monte-Carlo (Bomben auf Monte Carlo) de Hanns Schwarz
- 1931 : Les Treize Malles de monsieur O. F. (Die Koffer des Herrn O.F.) d'Alexis Granowsky
- 1932 : Fünf von der Jazzband d'Erich Engel
- 1932 : Schuß im Morgengrauen d'Alfred Zeisler
- 1932 : Der weiße Dämon de Kurt Gerron : le bossu
- 1932 : Stupéfiants de Kurt Gerron : le bossu
- 1932 : F.P.1 antwortet nicht de Karl Hartl : Photo-Jonny
- 1933 : Gardez le sourire (Sonnenstrahl) de Paul Fejos : très brève apparition, comme figurant (vers la 70e minute du film)
- 1933 : Les Requins du pétrole (Unsichtbare Gegner) de Henri Decoin : Henry Pless
- 1933 : Du haut en bas de Georg Wilhelm Pabst : (Beggar, le mendiant)
- 1933 : Ce que femme rêve (Was Frauen träumen) de Géza von Bolváry : Otto Fuessli
- 1933 : Unsichtbare Gegner de Rudolph Cartier
- 1934 : L'Homme qui en savait trop (The Man Who Knew Too Much) d'Alfred Hitchcock : Abbott
- 1935 : Les Mains d'Orlac (Mad Love) de Karl Freund : Docteur Gogol
- 1935 : Crime et Châtiment (Crime and Punishment) de Josef von Sternberg : Roderick Raskolnikov
- 1936 : Quatre de l'espionnage (The Secret Agent) d'Alfred Hitchcock : le général
- 1936 : Sous le masque (Crack-up) de Samuel G. Engel : Colonel Gimpy
- 1937 : Nancy Steele a disparu (Nancy Steele Is Missing!) de George Marshall
- 1937 : L'Énigmatique M. Moto (Think Fast, Mr. Moto) de Norman Foster
- 1937 : Amour d'espionne (Lancer Spy) de Gregory Ratoff
- 1937 : Le Serment de M. Moto (Thank You, Mr. Moto) de Norman Foster
- 1938 : Monsieur Moto sur le ring (Mr. Moto's Gamble) de James Tinling
- 1938 : M. Moto court sa chance (Mr. Moto Takes a Chance) de Norman Foster
- 1938 : Pour un million (I'll Give a Million) de Walter Lang
- 1938 : M. Moto dans les bas-fonds (Mysterious Mr. Moto) de Norman Foster
- 1939 : Mr. Moto's Last Warning (Mr. Moto's Last Warning) de Norman Foster
- 1939 : Monsieur Moto en péril (Mr. Moto in Danger Island) de Herbert I. Leeds
- 1939 : Mr. Moto Takes a Vacation de Norman Foster
- 1940 : Le Cargo maudit (Strange cargo) de Frank Borzage : M'sieu Pig
- 1940 : Tanya l'aventurière (I Was an Adventuress) de 	Gregory Ratoff
- 1940 : L'Île des damnés  (Island of Doomed Men) de Charles Barton
- 1940 : L'Inconnu du 3e étage (Stranger on the Third Floor) de Boris Ingster : l'inconnu
- 1940 : La Villa des piqués (You'll find out) de David Butler
- 1940 : Le Péril juif (Der Ewige Jude) de Fritz Hippler[44]
- 1941 : Le Visage derrière le masque (The Face Behind the Mask) de Robert Florey: Janos Szabo
- 1941 : Mr. District Attorney de William Morgan
- 1941 : L'Aventure commence à Bombay (They met in Bombay) de Clarence Brown : le capitaine Chang
- 1941 : Le Faucon maltais (The Maltese falcon) de John Huston : Joel Cairo (le bandit)
- 1941 : Échec à la Gestapo (All Through the Night) de Vincent Sherman : Pepi
- 1942 : L'Agent invisible contre la Gestapo (Invisible Agent) d'Edwin L. Marin : baron Ikito
- 1942 : The Boogie Man Will Get You de Lew Landers
- 1942 : Casablanca de Michael Curtiz : Ugarte
- 1943 : Tessa, la nymphe au cœur fidèle (The Constant Nymph) d'Edmund Goulding : Fritz Bercovi
- 1943 : Intrigues en Orient (Background to danger) de Raoul Walsh : Nikolai Zaleshoff
- 1943 : La Croix de Lorraine (The Cross of Lorraine) de Tay Garnett : Le sergent Berger
- 1944 : Le Masque de Dimitrios (The Mask of Dimitrios) de Jean Negulesco : Cornelius Leyden
- 1944 : Passage to Marseille de Michael Curtiz : Marius
- 1944 : Arsenic et Vieilles Dentelles (Arsenic and Old Lace) de Frank Capra : le docteur allemand Einstein
- 1944 : Les Conspirateurs (The Conspirators) de Jean Negulesco : Jan Bernazsky
- 1944 : Hollywood Canteen de Delmer Daves : Cameo
- 1945 :  Hôtel Berlin (Hotel Berlin) de Peter Godfrey
- 1945 : Agent secret (Confidential Agent) de Herman Shumlin : Contreras
- 1946 : Trois Étrangers (Three Strangers) de Jean Negulesco : Johnny West
- 1946 : L'Ange noir (Black Angel) de Roy William Neill : Marko
- 1946 : L'Évadée (The Chase) d'Arthur Ripley : Gino
- 1946 : The Verdict de Don Siegel : Victor Emmric
- 1946 : La Bête aux cinq doigts (Beast with Five Fingers) de Robert Florey : Hilary Cummins
- 1947 : La Brune de mes rêves (My Favorite Brunette) de Elliott Nugent : Kismet, le bras droit du chef de la bande
- 1948 : Casbah de John Berry : Slimane
- 1949 : La Corde de sable (Rope of sand) de William Dieterle : Toady
- 1950 : Sables mouvants (Quicksand) d'Irving Pichel : Nick Dramoshag
- 1950 : Double Confession de Ken Annakin
- 1951 : L'Homme perdu (Der Verlorene) de et avec Peter Lorre : Dr Karl Rothe, alias Dr Karl Neumeister
- 1953 : Plus fort que le diable (Beat the Devil) de John Huston : Julius O'Hara
- 1954 : Casino Royale (La première adaptation filmée de James Bond, inédite en France) de William H. Brown (téléfilm) : le Chiffre
- 1954 : Vingt Mille Lieues sous les mers (20,000 Leagues Under the Sea) de Richard Fleischer : Conseil
- 1955 : Opération Cicero de Hubert Cornfield, adaptation télévisée de 50 minutes du film L'Affaire Cicéron de Joseph L. Mankiewicz
- 1956 : Le Tour du monde en quatre-vingts jours (Around the World in Eighty Days) de Michael Anderson : Le garçon de cabine du Carnatic
- 1956 : Viva Las Vegas (Meet Me in Las Vegas) de Roy Rowland
- 1956 : Intrigue au Congo (Congo Crossing) de Joseph Pevney : le colonel John Miguel Orlando Arragas
- 1957 : L'Homme qui n'a jamais ri (The Buster Keaton Story) de Sidney Sheldon
- 1957 : La Belle de Moscou (Silk stockings) de Rouben Mamoulian : Brankov
- 1957 : L'Histoire de l'humanité (The story of Mankind) d'Irwin Allen : Néron
- 1957 : P'tite Tête de troufion (The Sad sack) de George Marshall
- 1957 : Hell Ship Mutiny de Lee Sholem et Elmo Williams
- 1959 : Le Cirque fantastique (The Big Circus) de Joseph M. Newman : Skeeter
- 1960 : Scent of Mystery de Jack Cardiff
- 1961 : Le Sous-marin de l'apocalypse (Voyage to the bottom of the sea) d'Irwin Allen : Commander Lucius Emery
- 1962 : L'Empire de la Terreur (Tales of terror) de Roger Corman : Montresor Herringbone
- 1963 : Cinq semaines en ballon (Five weeks in a balloon) d'Irwin Allen : Ahmed
- 1963 : Le Corbeau (The Raven) de Roger Corman : le docteur Adolphus Bedlo, un magicien médiocre transformé en corbeau par Scarabus
- 1964 : Le croque-mort s'en mêle (The Comedy of Terrors) de Jacques Tourneur : Felix Gillie
- 1964 : Muscle Beach Party de William Asher
- 1964 : Jerry Souffre-douleur (The Patsy) de Jerry Lewis : Morgan Heywood

### Réalisateur et scénariste
- 1951 : L'Homme perdu (Der Verlorene).